# Nicolás Ibáñez
Nicolás Alejandro Ibáñez (* 23. August 1994 in Venado Tuerto) ist ein argentinischer Fußballspieler auf der Position eines Stürmers.

## Laufbahn
Ibáñez startete seine Profilaufbahn 2012 beim Club Atlético Gimnasia y Esgrima de Jujuy und wechselte dann zum Club Atlético Lanús, in dessen U-20-Mannschaft er bis Ende 2014 spielte. Anfang 2015 wechselte er zum Club Comunicaciones, für den er bis Mitte 2016 zu 53 Einsätzen in der Tercera División kam, bei denen er 15 Tore erzielte. 
Danach spielte er – zunächst auf Leihbasis – für Gimnasia y Esgrima La Plata und wechselte im Januar 2018 zu Atlético San Luis, für die er zunächst in der zweiten mexikanischen Liga und seit dem Aufstieg von 2019 in der höchsten mexikanischen Spielklasse spielte. In der ersten Liga spielte er auf Leihbasis für San Luis, weil Atlético Madrid ihn inzwischen erworben, aber nie zu sich geholt hatte. Zur Saison 2021/22 wechselte er zum Ligarivalen CF Pachuca. Im Viertelfinale der Clausura 2022 traf er mit seinem neuen Arbeitgeber auf seinen vorherigen Verein. Mit seinen insgesamt vier Treffern, die er im Hin- und Rückspiel (jeweils 2 Tore) erzielte, war er der entscheidende Spieler für das Weiterkommen der Tuzos, die sich mit 2:2 und 3:2 durchsetzen konnten und anschließend bis ins Finale vorstießen. 
In der Apertura 2022 war Ibáñez mit 11 Treffern der erfolgreichste Torjäger der Liga MX.
Im Januar 2023 wechselte er zu UANL Tigres.

## Erfolge
- Torschützenkönig der Liga MX: Apertura 2022 (für CF Pachuca)